# San Basilio de Palenque
San Basilio de Palenque o Palenque de San Basilio è un corregimiento nel comune di Mahates, (Dipartimento di Bolívar) nel nord della Colombia. 
Il villaggio si trova alle pendici settentrionali dei Montes de María, a sudest di Cartagena de Indias, capoluogo del dipartimento.
Durante il XVI e il XVII secolo gli spagnoli portavano gli schiavi dall'Africa al Sudamerica attraverso il porto di Cartagena de Indias. Gli schiavi che riuscivano a fuggire da Cartagena e dalle miniere e haciendas vicine alla città si nascondevano sulle montagne dove creavano degli accampamenti fortificati chiamati Palenque. Nel 1713 gli spagnoli accordarono la libertà e l'indipendenza ai fuggitivi residenti nell'area di Palenque de San Basilio, per questo motivo il villaggio è considerato il primo territorio libero del continente americano.
Il villaggio e la sua comunità rimasero isolati per oltre due secoli mantenendo una lingua, il palenquero, e tradizioni orali e musicali nonché pratiche mediche, religiose, funerarie e strutture sociali uniche. Il palenquero è l'unica lingua creola dell'America centrale e meridionale a mantenere strutture grammaticali del ceppo bantu.
Nel 2008 lo "spazio culturale di Palenque de San Basilio" è stato iscritto nella Lista rappresentativa del patrimonio culturale immateriale dell'umanità dell'UNESCO.